# North American T-28 Trojan
North American T-28 Trojan je ameriško batno šolsko vojaško letalo. Ima izjemne karakteristike v vzpenjaju, močnejša verzija z 1425 BHP iz nivoja morja do 10 000 ft nadleti lovca P-51 Mustang za 18 sekund. T-28 Trojan velja za enega izmed najboljših batnih radialnih letal kadarkoli proizvedenih.

## Zgodovina
Letalo je naslednik slavnega letala North American T-6 Texan, pogodbeno so med letoma 1950 in 1957 proizvedli 1,948 letal. Trojan je klasično šolsko letalo, uporabljali (v Letalstvu ZDA) so ga do konca osemdesetih. Tovarniška oznaka novega projekta je bila NA-159, letalstvo ZDA je naročilo 1194 letal, mornarica pa nadaljnjih 790. Mnogo letal je bilo pozneje predelanih v letala za protigverilsko vojskovanje, predvsem za Francoske zračne sile v Alžiriji. Nekaj letal so dobavili tudi v Kongo in Vietnam.

## Različice
XT-28 Prototip, 2 letali.
T-28A Različica za ameriško letalstvo s 800 KM (597 kW), motor R-1300 Cyclone, 1194 letal.
T-28B Različica za ameriško mornarico s 1,425 KM (1,063 kW), 489 letal.
T-28C Različica za ameriško mornarico, T-28B s pristajalnim mehanizmom za letalonosilke, 266 letal.
T-28D Nomad predelani T-28A
AT-28D Različica za ameriško letalstvo, za urjenje, predelana iz T-28D.
Fennec Rabljeni T-28A renovirani v tovarni Sud-Aviation v Franciji
T-28R-1 Nomair Rabljeni T-28 renovirani za Brazilsko vojno mornarico
T-28R-2 Nomair Rabljeni T-28 renovirani za civilno rabo 